# NGC 2481
NGC 2481 је лентикуларна галаксија у сазвежђу Близанци која се налази на NGC листи објеката дубоког неба.
Деклинација објекта је + 23° 46' 3" а ректасцензија 7h 57m 13,7s. Привидна величина (магнитуда) објекта NGC 2481 износи 12,7 а фотографска магнитуда 13,6. NGC 2481 је још познат и под ознакама UGC 4118, MCG 4-19-10, CGCG 118-27, KCPG 148B, PGC 22292.